# 트렐레보리시

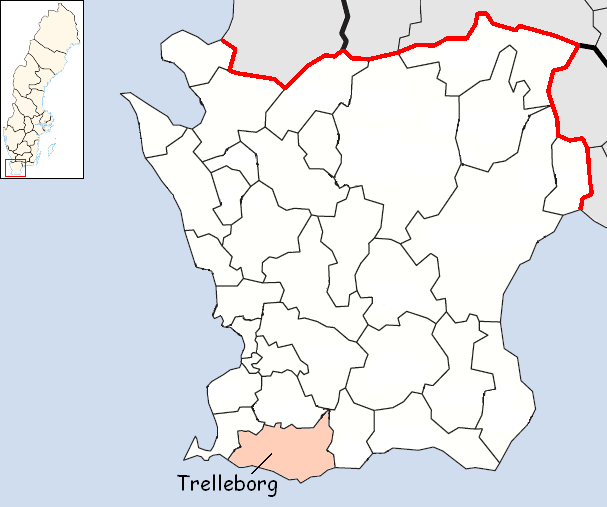
트렐레보리 시의 위치

트렐레보리시(스웨덴어: Trelleborgs kommun)는 스웨덴 스코네주에 위치한 지방 자치체로 행정 중심지는 트렐레보리이며 면적은 1,175.03km2, 인구는 43,913명(2016년 12월 31일 기준), 인구 밀도는 37명/km2이다.

시 문장